# Guthrie (Kentucky)
Guthrie é uma cidade localizada no estado americano de Kentucky, no Condado de Todd.

## Demografia
Segundo o censo americano de 2000, a sua população era de 1469 habitantes.
Em 2006, foi estimada uma população de 1446, um decréscimo de 23 (-1.6%).

## Geografia
De acordo com o United States Census Bureau tem uma área de
3,5 km², dos quais 3,5 km² cobertos por terra e 0,0 km² cobertos por água. Guthrie localiza-se a aproximadamente 185 m acima do nível do mar.

## Localidades na vizinhança
O diagrama seguinte representa as localidades num raio de 20 km ao redor de Guthrie.